# 김달현 (2000년)
김달현(金達玄, 2000년 12월 12일 ~ )은 네이버 블로그에서 아마추어 운동선수를 대상으로 한 스포츠영양코칭을 무료로 제공하는 블로거이며, 대한민국의 전설적인 보디빌더 장석현 관장이 키운 제자로서 보디빌딩 유망주이다.

## 경력
- 삼익휘트니스 수련생 (2021년 12월 18일 ~ 2022년 6월 )
- DNCC 대표 (2022년 10월 5일 ~ )

## 학력
- 슬기초등학교 졸업
- 양지중학교 졸업
- 양지고등학교 졸업
- 강원대학교 재학 (2019년 ~ )

## 활동
- 2022년 국민의힘 선거캠프에서 선거운동에 참여하였다.
- 2023년 국회의원 노용호의원의 대학생 명예보좌관으로 활동하였다.
- 2023년 3월 6일, 조선일보 사회부 기자의 요청으로 L-시트룰린의 통관 관련 정보를 제공하고 인터뷰를 진행하였다.
- 2023년 3월 28일, KBS 강원의 뉴스 포착 7에 출연하여 아침식사의 이점을 설명하였다.